# Orzeczenie dyscyplinarne
Orzeczenie dyscyplinarne – decyzja rozstrzygająca o winie obwinionego o dokonanie przewinienia dyscyplinarnego wydana przez organ dyscyplinarny.
Jeżeli organ orzekający orzeka w przedmiocie przewinienia dyscyplinarnego na podstawie upoważnienia ustawy, wydanie orzeczenia odbywa się w formie i trybie przepisanym przez prawo.